# روبرت أندرو باكستر
روبرت أندرو باكستر هو سياسي كندي، ولد في 16 أكتوبر 1879 في كندا، وتوفي في 1947. حزبياً، نشط في الحزب الليبرالي في أونتاريو ‏. وقد انتخب عضو برلمان مقاطعة أونتاريو.